# Ana Miguel dos Santos
Ana Miguel Marques Neves dos Santos Coelho (ur. 12 września 1981 w Coimbrze) – portugalska polityczka i prawniczka, deputowana krajowa, posłanka do Parlamentu Europejskiego IX kadencji.

## Życiorys
Absolwentka prawa na Uniwersytecie w Coimbrze (2004). Ukończyła także studia podyplomowe z zakresu nauk prawno-administracyjnych na Uniwersytecie Lizbońskim (2006). Podjęła praktykę w zawodzie adwokata. Zaangażowała się w działalność polityczną w ramach Partii Socjaldemokratycznej. Była doradczynią w resorcie obrony, kierowała też gabinetem sekretarza stanu Miguela Pinto Luza. W 2019 została deputowaną do Zgromadzenia Republiki XIV kadencji z dystryktu Aveiro. W kwietniu 2024 objęła zwolniony mandat w Parlamencie Europejskim IX kadencji, w którym dołączyła do frakcji Europejskiej Partii Ludowej.